# Anne Simon (Comicautorin)

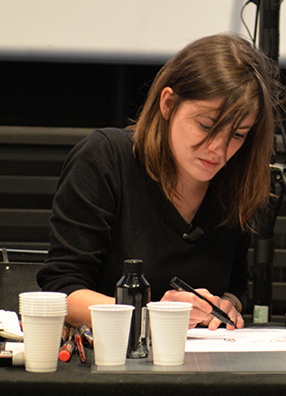
Anne Simon, 2015

Anne Simon (* 21. Juli 1980 in La Crèche) ist eine französische Comicautorin und Illustratorin.

## Leben
Anne Simon studierte an der École européenne supérieure de l’image in Angoulême und anschließend an der École nationale supérieure des arts décoratifs in Paris. Sie war an der Gründung der Zeitschrift Dopututto und des Misma-Verlags beteiligt, wo sie ihre Comic-Serie Les Contes du Marylène entwickelte.
Anne Simon erhielt 2004 den Nachwuchspreis Jeunes Talents beim Festival International de la Bande Dessinée d’Angoulême.
Sie veröffentlichte 2006 ihren ersten Comic, Perséphone aux enfers beim Verlag Michel Lagarde. Bei Dargaud veröffentlichte sie ab 2011 drei Comic-Biografien über Sigmund Freud, Karl Marx und Albert Einstein in Zusammenarbeit mit der Szenaristin Corinne Maier. Parallel dazu arbeitete sie als Illustratorin für die Presse und für Jugendverlage.
Im Juni 2017 war Anne Simon im Rahmen von Frankfurt auf Französisch anlässlich der Frankfurter Buchmesse im Literarisches Colloquium Berlin zu Gast.
2020 erschien mit Gousse & Gigot der vierte Band der Serie Les Contes du Marylène, der für das Comic-Festival von Angoulême 2021 ausgewählt wurde. Der fünfte Band L'Institut des benjamines erschien im Jahr 2022 und wurde für das Comic-Festival von Angoulême 2023 ausgewählt. Der sechste Band Henry, James et les autres erschien im Oktober 2024.
Im Oktober 2024 war Anne Simon zu Gast beim Comic-Festival Hamburg, wo sie Szenen aus Gousse & Gigot vorstellte, das im September 2024 in deutscher Fassung bei Rotopol erschien.
Anne Simon ist Mitglied des Collectif des créatrices de bande dessinée contre le sexisme (Kollektiv der Comiczeichnerinnen gegen Sexismus).

## Veröffentlichungen

### Comics in Album-Format (Auswahl)
- Perséphone aux Enfers, Michel Lagarde, 2006
- Les Contes de Marylène,[6] tome 1 : La Geste d'Aglaé, Misma, 2012, ISBN 978-2-916254-20-3
  - deutsch: Das Tun und Lassen der Aglaé, Rotopol, ISBN 978-3-940304-89-6[10]
- Les Contes de Marylène, tome 2 : Cixtite impératrice, Misma, 2014, ISBN  978-2-916254-39-5
  - deutsch: Die Kaiserin Cixtite, Rotopol, ISBN 978-3-940304-96-4[11]
- Les Contes de Marylène, tome 3 : Boris, l'enfant patate, Misma, 2018[12][13]
  - deutsch: Boris, das Kartoffelkind, Rotopol, 2022, ISBN 978-3-96451-029-7[14]
- Les Contes de Marylène, tome 4 : Gousse & Gigot, Misma, 2020[15]
  - deutsch: Gousse & Gigot, Rotopol, 2024, ISBN 978-3-96451-052-5[8]
- Les Contes de Marylène, tome 5 : L'Institut des benjamines, Misma, 2022[5]
- Les Contes de Marylène, tome 6 : Henry, James et les autres, Misma, 2024[16]
- Terriens, Gemeinschaftsarbeit, Les 400 coups, 2006
- Tranches napolitaines, Dargaud, 2010[17]
- Freud, Drehbuch von Corinne Maier, Dargaud, 2011[18]
  - deutsch: Freud, Knesebeck Verlag, 2012, ISBN 978-3-86873-510-9[19]
- Marx, Drehbuch von Corinne Maier, Dargaud, 2013[20]
  - deutsch: Marx, Knesebeck Verlag, ISBN 978-3-86873-648-9[21]
- Einstein, Drehbuch von Corinne Maier, Dargaud, 2015[22]
  - deutsch: Einstein, Knesebeck Verlag, 2015, ISBN 978-3-86873-809-4[23]
- Encaisser !, Casterman, 2016
- Lorsque je regarde les enfants des autres, Cambourakis, 2016

### Illustration
- Sorcières en colère, Fanny Joly, Gallimard, Folio cadet, 2006
- La Conversation, Olivier Abel, Gallimard Jeunesse, Chouette penser, 2006
- Ma langue à toutes les sauces, Christine Beiger, Albin Michel jeunesse, Humour en mots, 2006  (ISBN 2-226-14932-5)
- Nous, les 14-17 ans, Anne-Marie Thomazeau, La Martinière jeunesse, Hydrogène, 2006
- Comment l'homme a compris d'où viennent les bébés, Juliette Nouel-Rénier, Gallimard Jeunesse, La connaissance est une aventure, 2007  (ISBN 978-2-07-057881-8)
- Le maléfice égyptien, Lorris Murail, Gallimard, Folio junior histoires courtes, 2007  (ISBN 978-2-07-061082-2)
- Comment l’homme a compris que le singe est son cousin, Juliette Nouel-Rénier und Pascal Picq, Gallimard Jeunesse, La connaissance est une aventure, 2007
- Où sont passés les princes charmants ?, Rosalinde Bonnet, Milan, Milan Poche Cadet, 2007  (ISBN 2-7459-2695-0)
- Comment l'homme a compris que le climat se réchauffe, Juliette Nouel-Rénier, Gallimard Jeunesse, La connaissance est une aventure, 2008
- Comment l'homme a compris que les dinosaures ont régné sur Terre, Juliette Nouel-Rénier, Gallimard Jeunesse, La connaissance est une aventure, 2008
- Je vais au théâtre voir le monde, Jean-Pierre Sarrazac, Gallimard Jeunesse, Chouette penser, 2008
- Pourquoi mon chien déchiquette mes chaussettes ?, Caroline Laffon und Martine Laffon, La Martinière jeunesse, 2008
- Sagesses et malices de Yoshua, L'homme qui se disait le fils de Dieu, Oscar Brenifier, Albin Michel jeunesse, Sagesses et Malices, 2009  (ISBN 2-226-18950-5)
- Céleste, ma planète, Timothée de Fombelle, Je bouquine Nr. 285, November 2007

## Preise
- 2004: Gewinnerin des Wettbewerbs Jeunes Talents des internationalen Comicfestivals von Angoulême[24]